# Febre tifoide
La febre tifoide o febre entèrica és una malaltia infecciosa produïda per uns bacteris anomenats Salmonella typhi (bacil d'Eberth) o Salmonella paratyphi, serotips A, B o C.
El mecanisme de contagi és fecal-oral, a través de l'aigua i d'aliments contaminats amb femta. El bacil ingressa per via digestiva i, en arribar a la sang, causa una fase de bacterièmia cap a la primera setmana de la malaltia. Posteriorment, el bacteri es localitza en diversos òrgans i produïx fenòmens inflamatoris i necròtics causats per l'alliberament d'endotoxines. Finalment, el bacteri s'elimina a l'exterior per la femta.
Durant el període d'incubació, que dura de 10 a 15 dies, s'aprecien trastorns de l'estat general, una fase de bacterièmia amb febre que augmenta progressivament fins a assolir 39-40 °C, moment en elqual es produeixen cefalea, estupor, rosèola al ventre, tumefacció de la mucosa nasal, llengua de color torrat, úlceres al paladar i, de vegades, hepatosplenomegàlia i diarrea.
La malaltia pot evolucionar a la curació en 2 setmanes o perllongar-se amb localitzacions focals a partir de la cinquena setmana. Si no se sotmet a un tractament adequat. poden presentar-se complicacions greus, com hemorràgia i perforació intestinal o xoc sèptic. Es produeix un cert grau d'immunitat que, encara que no protegeix davant de les reinfeccions, quan aquestes es produeixen són més benignes. L'estat del portador pot ser transitori o crònic.

## Història natural
Després d'un període d'incubació de 3 a 4 dies en què els bacteris van implantant-se en les vellositats de l'ili, a través de les plaques de Peyer arriben a l'epiteli intestinal. A continuació, es desplacen als fol·licles limfoides intestinals, els quals envaïxen i s'hi reprodueixen. A través dels monòcits arriben als vasos limfàtics mesenteris, desplaçant-se finalment al torrent sanguini. En la fase clínica de la malaltia s'aprecien trastorns de l'estat general, una fase de bacterièmia amb febre que augmenta progressivament fins a arribar a 39-40 °C, en el moment de la qual es produeix cefalea, estupor, rosèola a l'abdomen, tumefacció de la mucosa nasal, llengua d'aspecte fosc, úlceres al paladar i, de vegades, hepatosplenomegàlia i diarrea. La malaltia pot evolucionar cap a la curació en dues setmanes o perllongar-se amb localitzacions focals del bacteri a partir de la cinquena setmana.
Si no se sotmet a un tractament adequat es poden presentar complicacions greus, com hemorràgia i perforació intestinal o xoc sèptic. Es produeix un cert grau d'immunitat que, tot i que no protegeix contra les reinfeccions, fa que aquestes quan es tornen a produir siguin més benignes. L'estat de portador pot ser transitori o crònic.

## Història
Entre el 430 i el 426 abans de Crist, una devastadora pandèmia, que alguns creuen que va ser provocada per la febre tifoide, va matar un terç de la població d'Atenes, incloent-hi el seu líder, Pèricles, posant fi a l'Edat Daurada de l'antiga Grècia. L'historiador Tucídides també va contraure la malaltia, però va sobreviure i va poder relatar la pandèmia. Els seus escrits són els que donen pistes sobre l'origen d'aquesta malaltia infecciosa. La causa de la pandèmia ha estat llargament discutida, però la majoria dels acadèmics opina que va ser provocada pel tifus epidèmic. En un estudi del 2006 es van detectar seqüències d'ADN similars a les dels bacteris causants de la febre tifoide. Altres científics s'oposen a aquesta tesi i presenten nombrosos errors metodològics en l'estudi de l'ADN dental. No obstant això, les dures condicions d'higiene durant l'assetjament de l'Àtica van causar l'epidèmia sense cap mena de dubte.
És probable que la desconeguda malaltia que va aturar l'avenç dels indígenes maputxes, liderats per Lautaro, sobre Santiago de Xile el 1554, fos també la febre tifoide, a la qual els maputxes van anomenar txavalongo («foc al cap») 
A finals del segle xix, la taxa de mortalitat a Chicago es va elevar fins als 65 casos per cada 100.000 habitants. El pitjor any va ser el 1891, quan la taxa de mortalitat per febre tifoide va ser de 174 casos per cada 100.000 habitants.
L'agent causant de la malaltia, Salmonella typhi, va ser descobert pel patòleg alemany Karl Joseph Eberth el 1880. Al 1897, Almroth Edward Wright va desenvolupar la primera vacuna que fou presentada en 1896 i usada per primer cop per l'exèrcit britànic durant la Segona Guerra Bòer a Sud-àfrica.
La portadora més notable de febre tifoide va ser Mary Mallon, coneguda com a «Typhoid Mary». El 1907,va ser la primera portadora identificada i vigilada. Alguns creuen que va contagiar la malaltia a centenars de persones. Està associada amb, almenys, 47 casos i tres morts. Mary Mallon treballava com a cambrera a Nova York. Les autoritats encarregades de salut pública la va forçar que renunciés a la seva feina o que s'extirpés la vesícula biliar. Va deixar la seva feina, però va tornar a treballar fent servir un pseudònim. La van descobrir i detenir i la van sotmetre a quarantena després d'un altre brot de febre tifoide.
A l'estat espanyol l'última gran epidèmia va tenir lloc a Barcelona el 1914. L'epidèmia va causar 2.500 morts i va ser deguda a què l'aigua de beure, provinent de Montcada i Reixac, estava contaminada.
L'última epidèmia de la qual es té notícia va tenir lloc a la República Democràtica del Congo entre el 2004 i el 2005, quan es va informar de 42.000 casos, amb un resultat de 214 morts.

## Epidemiologia
La febre tifoide està identificada per l'Organització Mundial de la Salut (OMS) com un problema seriós de salut públic, amb entre 16 i 33 milions de casos estimats en el món cada any, una mitjana de 22 milions que provoca 216.000 morts. La seva incidència és major en infants en edat escolar i adults joves. La malaltia està gairebé absent en els països desenvolupats, però encara és freqüent en aquells en vies de desenvolupament. La seva prevalència és alta al sud-oest d'Àsia, l'Àsia central, alguns països de l'Amèrica del Sud i l'Àfrica subsahariana. Països com Xile, a l'Amèrica del Sud, han aconseguit en pocs anys reduir-ne de forma eficaç la incidència. A Espanya, la incidència és escassa: el 2014 es va registrar una taxa de 0,25 casos per cada 100.000 habitants.

## Etiologia
Les mosques poden transmetre la febre tifoide en ambients poc higiènics, transportant bacteris al menjar i a la beguda. També es transmet de persona a persona per via fecal-oral, en ambients insalubres en els quals les aigües fecals poden entrar en contacte amb el menjar i la beguda, o degut a una higiene personal pobre en la manipulació dels aliments. Fins i tot, les persones convalescents de febre tifoide i els portadors asimptomàtics poden transmetre-la durant un període relativament llarg, ja que hi poden haver bacteris en el seu tracte intestinal (s'estima que en un 5% dels casos) que s'alliberen a través de la defecació.

## Patogènesi
Els bacteris del tipus Salmonella enterica subgrup enterica serotip typhi (bacil d'Eberth) i Salmonella enterica subtipus enterica serotips paratyphi A, B o C ingressen per la via digestiva, arriben a l'intestí i passen finalment a la sang, un fet que provoca una fase de bacterièmia durant la primera setmana de la malaltia.
Existeix una elevada probabilitat d'adquirir la malaltia amb inòculs (quantiat de bacteris adquirits en un moment) superiors a 10⁶ i especialment des de les 10⁹ bacteris.
Els bacteris penetren per la boca i arriben a l'intestí prim on es multipliquen durant un període d'incubació de 3 a 4 dies implantant-se en les vellositats de l'Ili. A través de les plaques de Peyer arriben a l'epiteli intestinal. Posteriorment, es desplacen i envaeixen els fol·lícles linfoides intestinals reproduint-se en el seu interior. A través dels monòcits arriben als vasos linfàtics mesenterics, desplaçant-se pel torrent sanguini.

## Quadre clínic
La febre tifoide està caracteritzada per febre alta constant (40 °C), sudoració profusa, gastroenteritis i diarrea. Menys comunament pot aparèixer una erupció de taques aplanades de color rosaci. Tradicionalment, es divideix en quatre fases i cadascuna dura aproximadament una setmana.
- Primera setmana: Durant aquesta fase puja lentament la temperatura amb una bradicàrdia relativa, malestar general, mal de cap i tos. S'ha observat epistaxi en una quarta part dels casos. Hi ha leucopènia amb eosinopenia i limfocitosi relativa.
- Segona setmana: Durant aquesta fase es produeix la postració. La febre arriba als 40 °C. Hi ha bradicardia amb pols dicrótic. El deliri és freqüent (aquest deliri li dona a la febre tifoide el sobrenom de febre nerviosa). En un terç dels pacients, s'han observat punts vermells a la part inferior del pit i l'abdomen. La respiració és agitada, l'abdomen està distès i adolorit en el quadrant dret inferior i es poden escolar sorolls. La diarrea també pot estar present en aquesta fase, entre 6 i 8 deposicions al dia, d'aparença verda i una olor característica. No obstant això, l'estrenyiment també és freqüent. La melsa i el fetge estan inflamats amb un augment de les transaminases.
- Tercera setmana: En aquesta setmana, si la febre tifoide no es tracta, les complicacions són freqüents: les hemorràgies intestinals degudes a la congestió de les plaques de Peyer (serioses però no necessàriament mortals), la perforació intestinal a l'ili que pot provocar peritonitis,[12]els abscessos que poden derivar en encefalitis, colecistitis, endocarditis, miocarditis, síndrome hemolític urémic, pneumonia,[13] coagulació intravascular diseminada (CID), hepatitis amb la conseqüent insuficiència hepàtica, a més d'osteítis; i fallada renal. La febre és alta.
- Finals de la tercera setmana/principis de la quarta: La temperatura corporal va restablint-se, però el debilitament persisteix encara.[14]

La mort sobrevé en entre un 10% i un 30% dels casos no tractats, amb un tractament a temps es redueix a l'1% i s'acostuma a curar en una o dues setmanes, sent generalment un pronòstic favorable. La infecció és més benigna en infants que en persones adultes.

## Diagnòstic
El diagnòstic de la infecció es basa en el cultiu bacterià de femta, orina o sang. Tot i que el cultiu de medul·la òssia és la prova més precisa per a la detecció de la febre tifoide, el procés d'obtenció de la mostra és tan lent i dolorós que només es realitza quan els resultats de la resta de proves no són clars. Un altre mètode de diagnòstic menys utilitzat és la detecció d'anticossos contra la malaltia a la sang.

## Tractament
La febre tifoide es tracta amb antibiòtics. Beure líquids ajuda a prevenir la deshidratació que produeix la febre perllongada, la diarrea i els vòmits. Algunes persones poden patir recaigudes. En aquests casos, els símptomes reapareixen al voltant d'una setmana després de finalitzar el tractament, però generalment són més suaus i duren menys. La reinfecció es pot superar amb tractament antibiòtic addicional.

## Prevenció
En cas de viatjar a algun país amb risc de febre tifoide cal prendre mesures com la vacunació, beure exclusivament aigua d'ampolla, fins i tot per rentar-se les dents i cal cuinar sempre tots els aliments i menjar-los quan encara són calents. Cal evitar el consum de gel -si aquest no prové d'aigua d'ampolla-, els aliments crus com ara verdures i fruites i el menjar de llocs de venda ambulant. També és necessari rentar-se amb freqüència les mans, sobretot després d'anar al lavabo i abans de preparar aliments i de menjar.